# Hà Nội (Bắc Giang)
Hà Nội is een gehucht in het district Hiệp Hoà, een van de districten in de Vietnamese provincie Bắc Giang. De provincie Bắc Giang ligt in het noordoosten van Vietnam, wat ook wel Vùng Đông Bắc wordt genoemd. Hà Nội is een onderdeel van xã Đại Thành en ligt ongeveer 35 kilometer ten noorden van de Vietnamese hoofdstad Hanoi.

## Etymologie
Hà betekent rivier en nội betekent binnen. De letterlijke betekenis van Hà Nội is dus binnen de rivier. Hà Nội ligt in een meander van de Cầu.
Thị trấn: Thắng

Xã: Bắc Lý · Châu Minh · Đại Thành · Danh Thắng · Đoan Bái · Đông Lỗ · Đồng Tân · Đức Thắng · Hòa Sơn · Hoàng An · Hoàng Lương · Hoàng Thanh · Hoàng Vân · Hợp Thịnh · Hùng Sơn · Hương Lâm · Lương Phong · Mai Đình · Mai Trung · Ngọc Sơn · Quang Minh · Thái Sơn · Thanh Vân · Thường Thắng · Xuân Cẩm